# Kiribati na igrzyskach Wspólnoty Narodów
Kiribati zadebiutowało na igrzyskach Wspólnoty Narodów w 1998 roku na igrzyskach w Kuala Lumpur i od tamtej pory reprezentacja wystartowała we wszystkich organizowanych zawodach. W 2014 roku David Katoatau zdobył pierwszy medal dla Kiribati, złoty, w podnoszeniu ciężarów w kategorii do 105 kilogramów. 

## Klasyfikacja medalowa
| Igrzyska          | Złoto | Srebro | Brąz | Razem |
| ----------------- | ----- | ------ | ---- | ----- |
| 1998 Kuala Lumpur | 0     | 0      | 0    | 0     |
| 2002 Manchester   | 0     | 0      | 0    | 0     |
| 2006 Melbourne    | 0     | 0      | 0    | 0     |
| 2010 Nowe Delhi   | 0     | 0      | 0    | 0     |
| 2014 Glasgow      | 1     | 0      | 0    | 1     |
| 2018 Gold Coast   | 0     | 0      | 0    | 0     |
| Razem             | 1     | 0      | 0    | 1     |